# 锦江镇 (眉山市)
锦江镇，原为锦江乡，是中华人民共和国四川省眉山市彭山区下辖的一个乡镇级行政单位。2019年12月，撤销锦江乡和牧马镇，设立锦江镇，以原锦江乡和原牧马镇所属行政区域为锦江镇的行政区域。

## 行政区划
锦江镇下辖以下地区：
半边街社区、联络村、天库村、永权村、武陵村、象耳村和正华村。